# Colom imperial dels Nilgiri
El colom imperial dels Nilgiri (Ducula cuprea) és una espècie d'ocell de la família dels colúmbids (Columbidae) que habita boscos de les munanyes del Nilgiri, al sud-oest de l'Índia.